# Johann Andreas Schachtner
Johann Andreas Schachtner   (Dingolfing, 1731 - Salzburg, 1795) fou un trompeta, músic, poeta i llibretista austríac.
Estudià amb els jesuïtes a Dillingen i, des del 1750 a Ingolstadt, on també participà en música d'església. Poc després, va anar a Salzburg, va prendre lliçons de trompeta i de 1754 a la pista i trompetista de la cort de Salzburg. 1781 va ser traslladat al Spielgrafenamt. Va pertànyer al cercle més íntim d'amics de la família Mozart, a la casa del qual va participar com a violinista als quartets de corda. Per a Eberlin, Cajetan, Michael Haydn, Leopold i Wolfgang va escriure, entre d'altres, drames escolars o textos oratoris.
A Schachtner se li deuen els primers informes de testimoni presencial sobre la infància de Mozart; els seus relats per carta a la germana de Wolfgang van proporcionar la base per a les primeres biografies. Johann Christoph Gottsched, al quak dedicà el seu <Poetischen versuch in verschiedenen> (Assaig poètic de diverses formes de poesia) de 1765, estimava a Schachtner com a poeta, pel que fou la personalitat més important d'aquell cercle literari de Salzburg que Leopold va reunir al voltant de si. Schachtner adquirí prestigi amb els seus drames i peces de teatre cantat per als compositors dels quals ja es parla al principi d'aquesta biografia.
Per desig de Leopold Mozart també s'encarregà de la versió en alemany de l'Idomeneo i va escriure per al seu jove amic el llibret de Zaide. També prengué part en el text de l'òpera Bastien und Bastienne i, abans de tot, convertí els diàlegs en vers el 1768.